# Pastavek
Pástávek je nepopolni stavek, ki je brez glagola in lahko nastopa kot samostojna poved (Da. – Tine!) ali kot del soredja (Hej, kam greš?). V slednjem primeru je od ostalega dela povedi ločen z vejico.
Pastavkov je lahko dveh vrst:
- členkov (No, že.)
- medmetni (Ups!) – sém spada tudi zvalniški (Rok!).